# Naupliastraße
Die Naupliastraße ist eine Innerortsstraße im Stadtbezirk Untergiesing-Harlaching (Nr. 18) von München.

## Verlauf
Die Straße beginnt in Fortsetzung der Seybothstraße am Laurinplatz und führt bis zum Mangfallplatz, an dem sie in die Peter-Auzinger-Straße übergeht. Die Nummerierung steigt vom Mangfallplatz nach Südwesten an.

## Öffentlicher Verkehr
Die Straße wird auf ihrer ganzen Länge von Omnibussen der MVG befahren. Am Mangfallplatz endet im unter der Naupliastraße liegenden U-Bahnhof Mangfallplatz die U-Bahn-Linie U1 der Münchner U-Bahn.

## Namensgeber
Die Straße ist nach der auf der Peloponnes gelegenen Stadt Nafplio (Nauplia) benannt, die von 1829 bis 1834 provisorische Hauptstadt des neu geschaffenen Königreichs Griechenland (unter dem Wittelsbacher König Otto) war.

## Charakteristik
Die von Wohnbauten gesäumte Straße ist mit ihren Anschlussstraßen Seybothstraße (im Südwesten) und Peter-Auzinger-Straße (nordöstlich) Teil des früher geplanten Äußeren Rings. 

## Bauwerke

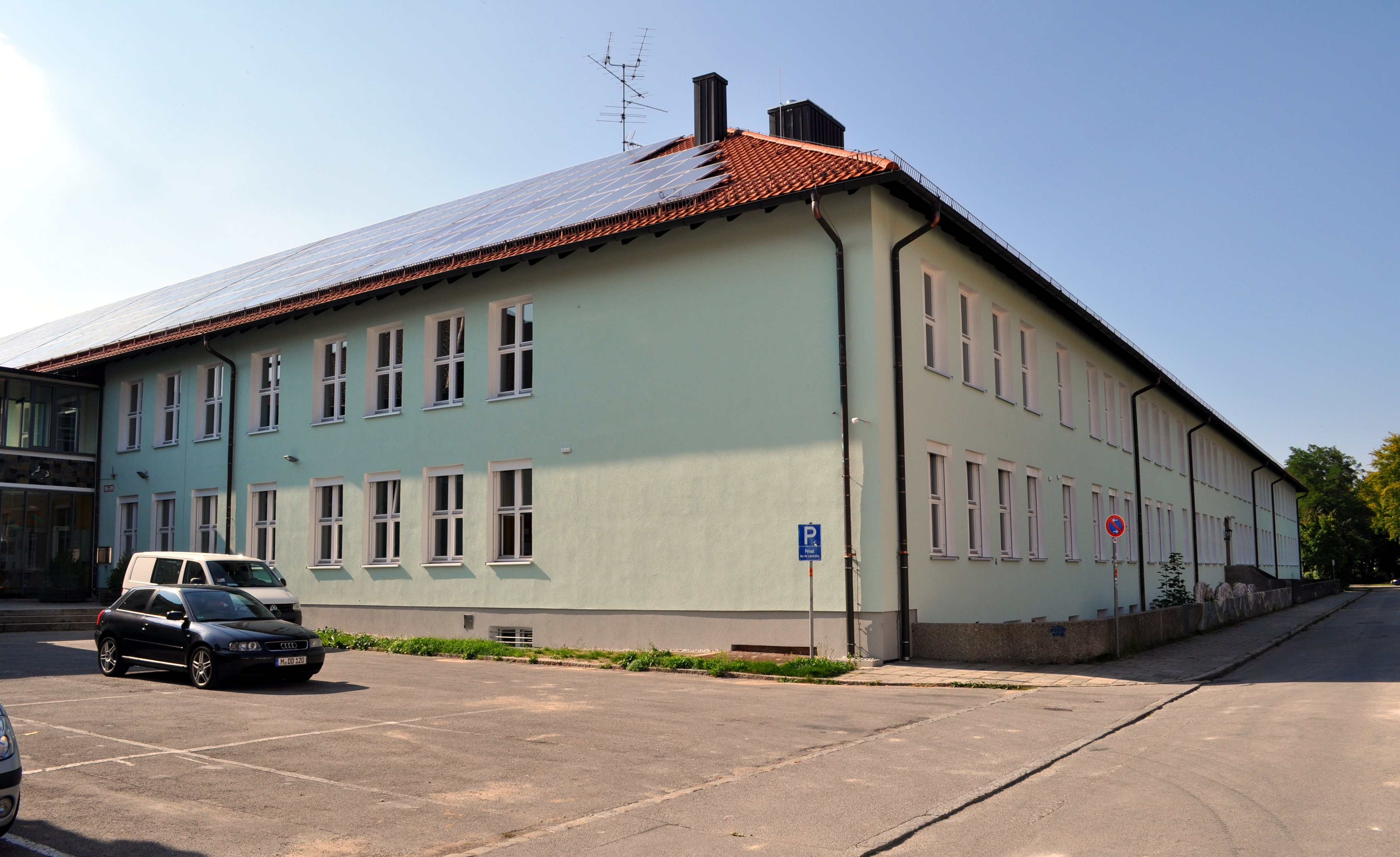
Theodolinden-Gymnasium

- geschütztes Ensemble Flachsiedlung Neuharlaching, nördlich angrenzend

### In der Nähe
- Emmauskirche am Laurinplatz, von Franz Lichtblau
- Städtisches Theodolinden-Gymnasium, Am Staudengarten 2/Am Hollerbusch

## Öffentliche Anlagen

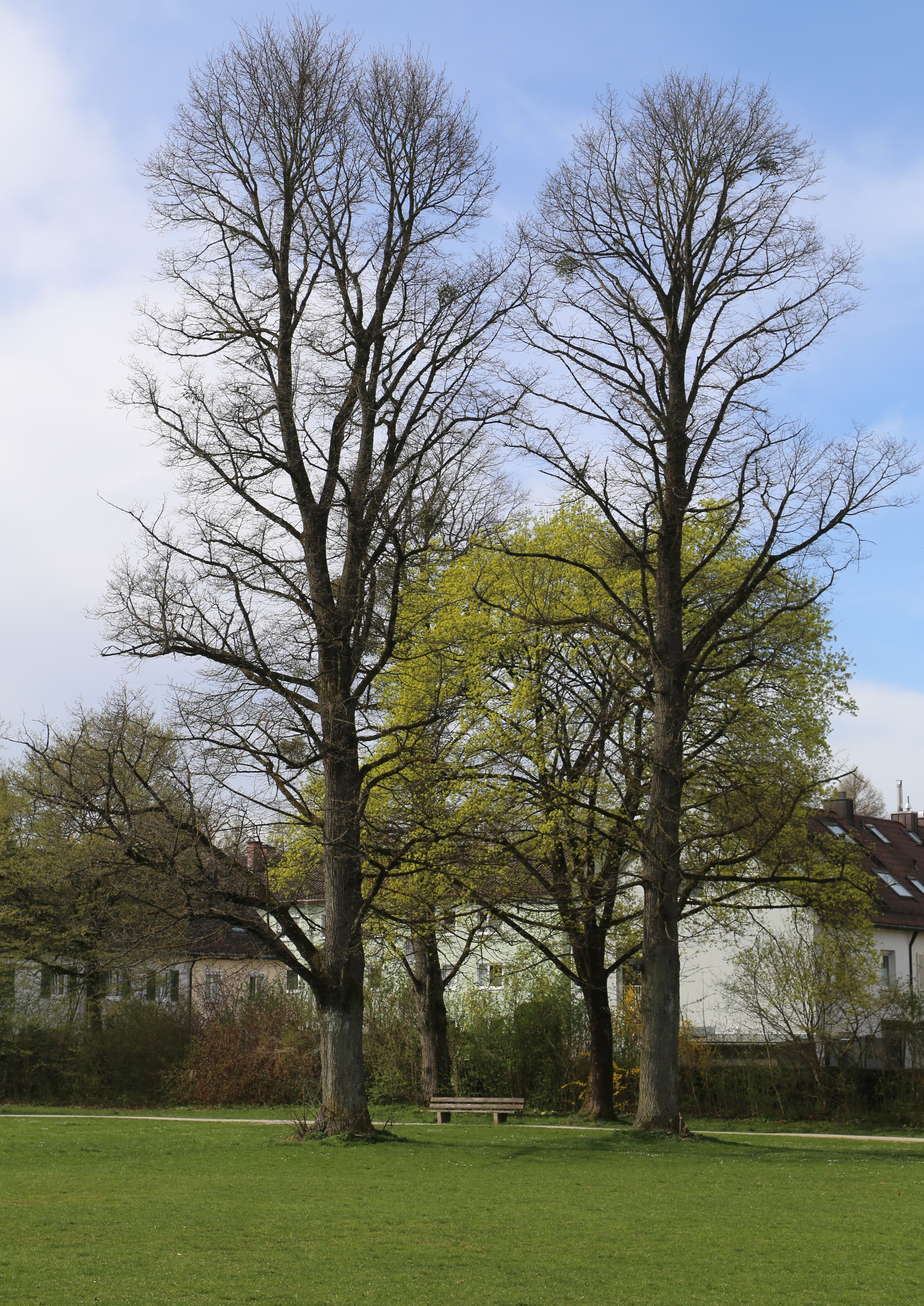
Vollmarpark

- Vollmarpark, in südlicher Verlängerung der Grünfläche Am Hollerbusch, mit dem Eichenpfad Vollmarpark.

## Gaststätten
- Gaststätte „Gartenstadt“, Naupliastraße 2.